# 孔斯凱縣

51°12′N 20°25′E / 51.200°N 20.417°E
孔斯凱縣（波蘭語：Powiat konecki），是波蘭的縣份，位於該國中部，由聖十字省負責管轄，首府設於孔斯凱，面積1,140平方公里，2006年人口84,239，人口密度每平方公里74人。